# Pletismografia a impedenza
La pletismografia a impedenza è un test medico diagnostico non invasivo che misura piccoli cambiamenti della resistenza elettrica del torace, del polpaccio o di qualsiasi altra regione del corpo. I valori misurati riflettono i cambiamenti nella volemia e possono indirettamente indicare la presenza o l'assenza di una trombosi venosa. Questa procedura rappresenta una alternativa alla venografia, quest'ultima una procedura invasiva e che richiede grandi capacità per la sua corretta esecuzione e la sua interpretazione.